# Carlo Barbiano di Belgiojoso
Carlo Barbiano di Belgiojoso, o Belgioioso (Milano, 17 agosto 1815 – Milano, 22 giugno 1881), è stato uno scrittore, pittore e politico italiano.